# Ranisava
Ranisava är ett berg i Montenegro. Det ligger i den centrala delen av landet, 70 km norr om huvudstaden Podgorica. Toppen på Ranisava är 2 055 meter över havet, eller 135 meter över den omgivande terrängen. Bredden vid basen är 1,1 km.
Terrängen runt Ranisava är huvudsakligen kuperad, men norrut är den bergig. Runt Ranisava är det ganska glesbefolkat, med 48 invånare per kvadratkilometer. Närmaste större samhälle är Žabljak, 9,2 km nordost om Ranisava. Trakten runt Ranisava består till största delen av jordbruksmark.